# Santa Maria de Jesus
Santa Maria de Jesus (Santa Maria re Giasu em Palermo), é uma comuna ou vila do município de Palermo. Ele está situado no Monte Grifone, entre Ciaculli e Belmonte Chiavelli. Atualmente, após a construção da auto-estrada para Catânia nos anos setenta-oitenta, Santa Maria está localizada na entrada de Palermo. É dedicado a Virgem Maria.
A cidade é conhecida em Palermo pela presença do cemitério homônimo, e do convento de San Benedetto il Moro, onde estão as relíquias. As estradas principais são: a via Santa Maria di Jesus, que vai até uma pequena praça, onde existe lojas de flores; a estrada de Biasca, que liga a aldeia com o centro rodoviário e a entrada para a auto-Estrada A19; e por último a estrada Falsomiele que leva a Belmonte Chiavelli.
Em Santa Maria de Jesus, uma prática que persiste ainda hoje é o cultivo de frutas cítricas, como tangerinas e limões, e outras variedades de frutas.

## O convento de Santa Maria de Jesus
Na vila, aos pés do monte Grifone, está a sede do homônimo convento das freiras reformadas, erguido em 1426. Em Santa Maria de Jesus, no dia 4 de abril de 1589, morreu San Benedetto il Moro, padroeiro de Palermo, nativo de San Fratello na província de Messina, onde viveu a última parte de sua vida como um eremita. Acima do convento, é possível visualizar o panorama de Palermo. Na parte mais alta da cidade está a árvore de São Bento, com um majestoso tronco de mais de 500 anos, um cipreste que, diz a lenda, o próprio santo plantou empurrando um pau entre as rochas.